# 7 juillet dans les chemins de fer
7 juin 7 août
Chronologies thématiques
- Croisades
- Sports
- Disney

Cette page concerne les événements qui se sont déroulés un 7 juillet dans les chemins de fer.

## Événements

### XIXesiècle
- 1833 : en France, une loi sur l’expropriation pour cause d’utilité publique qui simplifie la procédure tout en rassurant les propriétaires en attribuant la fixation des indemnités à un jury de propriétaire. Elle facilitera le développement du chemin de fer et les grands travaux d‘urbanisme du XIXe siècle[1].
- 1838 : aux États-Unis le Congrès américain décide officiellement que toutes les lignes de chemin de fer du pays pourront être utilisées pour transporter le courrier.
- 1864 : en Belgique, un arrêté royal approuvant la création de la société anonyme dite : Compagnie du chemin de fer d'Ostende à Armentières[2].
- 1876 : en Suisse, un accident de train de la Compagnie Suisse - Occidentale près de Palézieux, 4 morts et 3 blessés.

### XXesiècle
- 1997 : en Allemagne, mise en service du triage de Maschen, près de Hambourg. S'étendant sur 280 hectares, ce triage compte 300 km de voies et 1000 aiguillages.

### XXIesiècle
- 2005 : au Royaume-Uni, des attentats terroristes causent plus de 50 morts, 30 disparus et 300 blessés, endeuillent le métro de Londres.
- 2007 : en France, fermeture de la ligne Don-Sainghin - Béthune jusqu'au 31 août, pour permettre la pose des poteaux de caténaires, de la nouvelle voie et le renouvellement de 15 km de l'ancienne, dans le cadre du doublement de cette ligne[3].